# ماريليدي باولينو
ماريليدي باولينو (مواليد 25 أكتوبر 1996) هي عداءة من جمهورية الدومنيكان، حصلت على الميدالية الفضية في سباق 400 متر في أولمبياد 2020.